# 1988 VD7
1988 VD7 är en asteroid i huvudbältet som upptäcktes den 10 november 1988 av de båda japanska astronomerna Tsutomu Hioki och Nobuhiro Kawasato i Okutama.
Asteroiden har en diameter på ungefär 10 kilometer och den tillhör asteroidgruppen Flora.